# Artsrun Hovhannisyan
 (avril 2022).
La mise en forme du texte ne suit pas les recommandations de Wikipédia : il faut le « wikifier ».
Les points d'amélioration suivants sont les cas les plus fréquents. Le détail des points à revoir est peut-être précisé sur la page de discussion.
- Les titres sont pré-formatés par le logiciel. Ils ne sont ni en capitales, ni en gras.
- Le texte ne doit pas être écrit en capitales (les noms de famille non plus), ni en gras, ni en italique, ni en « petit »…
- Le gras n'est utilisé que pour surligner le titre de l'article dans l'introduction, une seule fois.
- L'italique est rarement utilisé : mots en langue étrangère, titres d'œuvres, noms de bateaux, etc.
- Les citations ne sont pas en italique mais en corps de texte normal. Elles sont entourées par des guillemets français : « et ».
- Les listes à puces sont à éviter, des paragraphes rédigés étant largement préférés. Les tableaux sont à réserver à la présentation de données structurées (résultats, etc.).
- Les appels de note de bas de page (petits chiffres en exposant, introduits par l'outil «  Source ») sont à placer entre la fin de phrase et le point final[comme ça].
- Les liens internes (vers d'autres articles de Wikipédia) sont à choisir avec parcimonie. Créez des liens vers des articles approfondissant le sujet. Les termes génériques sans rapport avec le sujet sont à éviter, ainsi que les répétitions de liens vers un même terme.
- Les liens externes sont à placer uniquement dans une section « Liens externes », à la fin de l'article. Ces liens sont à choisir avec parcimonie suivant les règles définies. Si un lien sert de source à l'article, son insertion dans le texte est à faire par les notes de bas de page.
- La présentation des références doit suivre les conventions bibliographiques. Il est recommandé d'utiliser les modèles {{Ouvrage}}, {{Chapitre}}, {{Article}}, {{Lien web}} et/ou {{Bibliographie}}. Le mode d'édition visuel peut mettre en forme automatiquement les références.
- Insérer une infobox (cadre d'informations à droite) n'est pas obligatoire pour parachever la mise en page.

Pour une aide détaillée, merci de consulter Aide:Wikification.
Si vous pensez que ces points ont été résolus, vous pouvez retirer ce bandeau et améliorer la mise en forme d'un autre article.
 (avril 2022).
Pour les articles homonymes, voir Hovhannisyan.
Artsroun Karapet Hovhannissian (arménien : Արծրուն Կարապետի Հովհաննիսյան, (30 janvier 1980, Tsoghamarg, Région de Ghukassian, RSS d’Arménie), ancien attaché de presse du ministre de la Défense d’Arménie (2012-2020), analyste-expert militaire. De mars à juillet 2020, il a occupé le poste de chef de la faculté de commandement et d’état-major après le maréchal Hovhannes Baghramian à l’Université militaire Vazgen Sargsian du Ministère de la Défense de la République d’Arménie, et de juillet de la même année à avril 2021, le poste de chef du Département général de la politique du personnel et de la formation militaire du ministère de la Défense de la RA. Il est l’auteur de nombreux articles, monographies, ouvrages, revues. Du 27 décembre au 9 novembre 2020, pendant la guerre arméno-azerbaïdjanaise, il préside les conférences de presse quotidiennes du Centre "Plate-forme unie Arménienne" ("Armenian United Platform" Centre) et présente le point de vue officiel de l’Arménie.

## Activité militaire
Il sert dans les Forces armées de l’Arménie depuis 1997. En 2001, après avoir obtenu son diplôme de l’Université militaire Vazgen Sargsian; recevant le grade de lieutenant du service militaire des Forces armées de la RA, il est nommé commandant du peloton de batterie antichar de l’une des unités militaires du ministère de la Défense de la République d’Arménie. 

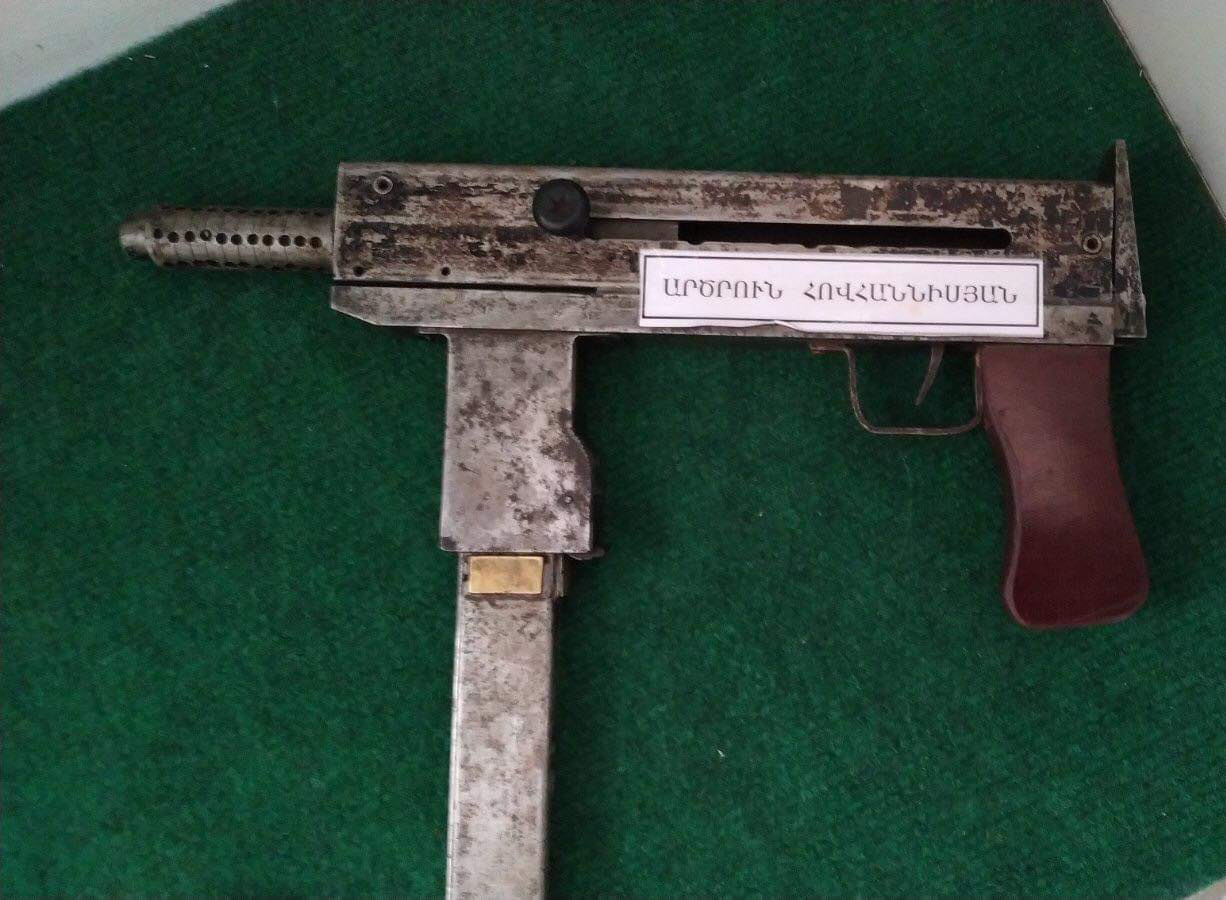
Le fusil d’assaut développé par Artsroun Hovhannissian.

En 2002, il est nommé commandant de batterie antichar dans la même unité militaire. En 2004, il est nommé commandant de l’unité de protection OTAG (Bataillon de maintenance technique aéroportuaire) de l’une des unités militaires du ministère de la Défense de la République d’Arménie. De 2010 à 2011, il a travaillé à l’Institut d’Etudes politiques du Cabinet du Président de la République d’Arménie en tant qu’expert militaire. En 2012, il a travaillé au Centre des relations publiques sous la direction du Président de la République d’Arménie en tant qu’expert militaire. En 2012, il est nommé attaché de presse du ministère de la Défense de la RA.
En mars 2020, il a été nommé chef de la faculté de commandement et d’état-major après le maréchal Hovhannes Baghramian à l’Université militaire Vazgen Sargsian du Ministère de la Défense de la République d’Arménie. En juillet 2020, il a été nommé chef du Département général de la politique du personnel et de la formation militaire du ministère de la Défense de la RA.
De 2010 à 2012 il a étudié pour faire une maîtrise en histoire à l’Académie nationale des sciences d’Arménie. Depuis 2013, il est candidat à l’institut d’histoire de l’Académie nationale des sciences d’Arménie. Depuis septembre 2013, il enseigne à la Faculté des relations internationales de l’Université d’Etat d’Erévan; depuis janvier 2014, il enseigne à la Faculté de commandement et d’état-major de l’Université militaire après Vazgen Sargsian du Ministère de la Défense de la République d’Arménie. En 2014, il a reçu le titre de Candidat en sciences historiques,,.
Au cours de ses études à l’Université militaire après Vazgen Sargsian, il a développé un fusil d’assaut, qui est actuellement exposé au musée de l’université.

## En tant que théoricien militaire
Dans ses œuvres Artsroun Hovhannissian tente de réinterpréter les guerres et les opérations militaires du XXe siècle. Il souligne clairement l’importance des caractéristiques de qualité, la capacité d’effectuer de grandes tâches avec de petites forces, le contrôle numérique, les armes de haute précision, les tactiques offensives et d’autres facteurs. Selon lui, les doctrines militaires impériales et surtout de l’URSS ne devraient pas être utilisées aveuglément dans les Forces armées nouvellement créées de la République d’Arménie car elles sont destinées à des pays aux ressources pratiquement illimitées, ne correspondent pas à la réalité arménienne. En tant que théoricien, plusieurs de ses thèses et justifications théoriques sont remarquables, notamment:
- Artsroun Hovhannissian a son explication théorique des générations des guerres. Selon lui, les guerres avec des moyens de haute précision et les systèmes de contrôle automatique sont de la cinquième génération[7].․
- Artsroun Hovhannissian propose une théorie des guerres "centrées sur réseau plateforme" (,,networking-platform wars’’)[8],[9].
- Il a soulevé la question de la crise des arts opératoires, les idées de l’opération de bataille de feu électrique.
- Dans sa théorie, il a étayé les six règles de la suprématie aérienne[10].։
- Artsroun Hovhannissian a ses propres justifications uniques pour les hostilités irrégulières et "les guerres hybrides". Selon lui, la science militaire traverse actuellement une phase de transformation qui a apporté avec elle des solutions hybrides.
- D’après lui, à l’avenir, au niveau tactique, la préférence sera donnée aux opérations militaires irrégulières; et au niveau opératoire, les moyens de frappe par le feu électrique seront prédominants; et au niveau général, le rôle de l’aviation sera primordial. C’est Artsroun Hovhannissian qui, en fait, a été le premier dans notre réalité à affirmer en 2010 que nous avions besoin d’une armée de l’air puissante, et il a spécifiquement mentionné la nécessité d’acquérir des chasseurs SU-30, ainsi que l’importance des véhicules aériens sans pilote[11]. as well as the capability of unmanned aerial vehicles [12]:.
- Surtout dans ses travaux récents, Artsroun Hovhannissian tente d’analyser et coordonner le rôle de la suprématie aérienne, la nécessité d’unifier les forces aériennes et les forces de la défense aérienne, les composantes théoriques et pratiques des opérations militaires irrégulières de la soi-disant "guerre hybride" du XXe siècle, les questions de suprématie aérienne, les caractéristiques tactiques de l’utilisation de petites armées.
- Artsroun Hovhannissian a rédigé un article critique sur l’avenir de la construction de chars, indiquant une direction claire de la construction de chars, ce qui implique une petite taille, une structure et une modularité de l’armement, une absence du personnel, etc[13]. Trois ou quatre ans après l’article, NGCV OMT, Type-X et d’autres concepts avec les caractéristiques mentionnées apparaissent en Occident.
- Dans ses travaux et articles récents, Artsroun Hovhannissian a abordé séparément un certain nombre de problèmes militaires actuels qui étaient particulièrement aigus lors de la récente guerre d’Artsakh, en particulier:
  - le problème de l’efficacité des frappes sur des objets stratégiques,
  - les problèmes de rupture des lignes défensives,
  - l’utilisation de nouvelles unités tactiques, en particulier les groupes tactiques de bataillon,
  - le problème du temps pour reconstituer les forces dans les guerres modernes etc.

## Activité scientifique et pédagogique
Artsroun Hovhannissian est candidat à l’Institut d’histoire à l’Académie nationale des sciences de la République d’Arménie depuis 2013; il enseigne à l’Université d’Etat d’Erévan depuis la même année, et depuis janvier 2014, il enseigne à la Faculté de commandement et d’état-major de l’Université militaire après Vazgen Sargsian du Ministère de la Défense de la République d’Arménie.

## Publications scientifiques militaires

### Œuvres
- Hovsepian L., Hovhannissian A., Minassian S.; Revue militaire de la région. ,,Science’’ Erévan 2016, 203 pages.
- Journalisme militaire. Manuel didactique et méthodique. Compilé par A. Hovhannissian. Erévan 2018, 188 pages.

### Monographies
- Les avions militaires les plus connus. Erévan 2005[14],[15].
- L’aviation dans la guerre d’Artsakh. Erévan 2006[16].
- Quelques questions d’aviation. Erévan 2009[17].
- Suprématie aérienne. Erévan 2010[18],[19].
- Tsoghamarg. Erévan 2010[20].
- La militarisation de la région et l’Arménie. Erévan 2013[21],[22].
- Création de l’armée dans la troisième République d’Arménie. L’Académie des sciences de la RA. Erévan 2015[23].
- Art militaire. Volume I. Suprématie aérienne. Erévan, Zangak. Edition de l’auteur 2016, deuxième édition 2017.
- Le développement de l’arts militaire au XXe siècle, les perspectives. Erévan, Institut d’histoire de L’Académie nationale des sciences de la RA. Erévan, 2017.
- La ,,Symphonie’’ d’attaque ou la maturation de la guerre de défaite dans l’ art militaire. Erévan, Ministère de la Défense de RA, 2019.
- Art militaire. Volume II. Rupture de terrain. Erévan, Voskan Erévantsi. Edition de l’auteur 2020.
- The main determinant of network-platform-centric warfare (Le principal déterminant de la guerre centrée sur réseau plateforme’’). Los Angeles 2021.

### Articles
- Sur les projets stratégiques de modernisation des systèmes de la défense aérienne et de la défense anti-missile de la Turquie. L.S. Hovsepian, A. K. Hovhannissian. ,,Armée arménienne’’ 2010, pages 115-122[24].
- Perspectives d'utilisation des véhicules aériens sans pilote dans notre région. 21e siècle, n° 1, 2010, pages 60-72[25].
- Faut-il unifier l'armée de l'air et les forces de défense aérienne? 21e siècle, n° 2, 2010, pages 88-101.
- Transport de fret aérien en Arménie 21e siècle, n° 3, 2010, pages 46-55[26]
- Analyse des actions de l'aviation azerbaïdjanaise dans la guerre d'Artsakh et Réponse de la défense aérienne arménienne. 21e siècle, n° 4, 2010, pages 23-36.
- La militarisation de l'Azerbaïdjan., 21e siècle, n° 3, 2011, pages 46-60[27].
- Le potentiel militaire de l'Iran en cas de guerre éventuelle. "L'Eurasie moderne". I (1). 2012, pages 112-118[28].
- Analyse comparative de certains indicateurs militaires de la RA, de la République du Haut-Karabakh et de l'Azerbaïdjan. Cahiers de travail, Annexe au Journal militaire de l'armée arménienne 1-2, (21-22) 2012 (secret).
- L'armement des forces armées de la Première République d'Arménie. Questions d'histoire arménienne de l'Académie nationale des sciences de la République d'Arménie 13. 2012, pages 170-183.
- Les nouveaux enjeux de la militarisation en Asie. Le nouveau concept américain. "L'Eurasie moderne". II (2). 2013, pages 81-99[29].
- Quelques aspects de l'expérience militaire dans la période de la guerre d'Artsakh 1993-1994., 21e siècle 1/2014, pages 33-59.
- Levon Hovsepian. Armée turque: Entre stéréotypes et réalité,21e siècle, 4/2014, pages 31-50[30].
- Quelques questions d'application de la méthode historique-comparative. Armée arménienne 3-4, (81-82) 2014, pages 226-235.
- Attaques d'information par l'exemple du ministère de la Défense. Communication de conflit et Sécurité de l'information 2014. pages 73-82.
- Leçons des guerres de la fin du 20e siècle, 21e siècle, n° 4, 2015, pages 104-117.
- Influence du combat aérien sur le développement des véhicules blindés de combat. Juillet-Septembre 2015, Vol. 30 (3) Examen de la défense indienne, pages 110-114[31].
- Guerres hybrides: traditions et innovations. // Chemins vers la paix et la sécurité. 2016. № 1 (50). Pages 111-119.
- Le stade actuel du développement des Forces armées arméniennes. Histoire et Culture 2016. Pages 99-113.
- Quelques problèmes de détermination et de classification des guerres hybrides. Armée arménienne 2 (88) 2016. Pages 62-72.
- À propos des guerres du futur; Juillet-septembre 2016. Vol. 31.3 Examen de la défense indienne. Pages 69-79.
- Analyse stratégique de la guerre d'avril. Quelques considérations dans l'amélioration de la défense RA dans le système "Azg-Banak" (Nation-Armée). Armée arménienne 1-2 (91-92) 2017. Pages 34-47.
- Assurance de la victoire par la supériorité aérienne sur les opérations militaires irrégulières à l'exemple des guerres en Irak (2003) et en Syrie (2015-2017). Armée arménienne 4 (94). 2017, pages 88-96.
- A propos de la question de l'efficacité des frappes sur des objets stratégiques avec des ressources d'attaque aérienne. Armée arménienne 1-2 (95-96). 2018, pages 185-203.
- Le rôle et l'utilisation des véhicules aériens sans pilote dans la guerre moderne. Stratège 1 (I) 2018, pages 49-69.
- Le rôle des opérations informatives dans les guerres modernes. Journalisme militaire. Manuel pédagogique et méthodique. 2018, pages 50-78.
- Les Forces armées d'Azerbaïdjan. Évaluation du potentiel militaire. Journalisme militaire. Manuel pédagogique et méthodique. 2018, pages 100-131.
- Problèmes de défense statique et "souple" dans la nouvelle génération de guerres. Observation dans le cadre de la vision du ministère de la Défense de la RA. Armée arménienne 4 (98). 2018, pages 55-75.
- A. Hovhannissian, A. Grigorian. Les avantages de l’utilisation des groupes tactiques de bataillon dans notre région. Armée arménienne 4 (98). 2018, pages 86-94.
- Focus sur le théâtre Asie-Pacifique: Comparaison des systèmes d'armes de concurrents proches, problèmes actuels. EURASIE CONTEMPORAINE. VII (1,2) 2018, pages 4-21.
- Art militaire dans la guerre d'Artsakh. L'Artsakh dans les quatre voies de lutte pour l'État arménien. Conférence internationale. 2018, pages 203-211.
- Problèmes de temps de reconstitution des forces dans les guerres modernes. Armée arménienne 1 (99). 2019, pages 17-26.
- Les Six règles de rupture de la défense aérienne testées au Moyen-Orient. Les Pays et peuples du Proche et du Moyen-Orient. Volume XXXII, partie 2. Erévan. 2019. Pages 325-334.
- Notes historiques sur la collaboration militaire arméno-britannique. 1918-1920, REVUE DES ÉTUDES ARMÉNIENNES. 2019 N 3 (21). Pages 17-31.
- MANIFESTATIONS DES CONCEPTS SUR LES VOLÉES LES ESSAIMS DES VÉHICULES AÉRIENS SANS PILOTE AU MOYEN-ORIENT. PAYS ET PEUPLES DU MOYEN-ORIENT. VOLUME XXXIII, PARTIE 1, Pages 425-455.
- Génération de la guerre et avenir des guerres hybrides. BULLETIN. De l'institut d'études orientales. Volume I (34), Pages 102-119.
- L'introduction de la guerre NET-PLATFORM-CENTRIC dans l'armée chinoise, BULLETIN. De l'institut d'études orientales. Volumes I, II 2021, pages 185-200.
- TROOPS MANAGEMENT SYSTEMS AND THE DIFFERENCE OF CULTURES pp. 22-39. FUNDAMENTAL ARMENOLOGY № № 2 (18) 2023.